# هوارد ورنون
هوارد ورنون (انگلیسی: Howard Vernon؛ ‏ ۱۵ ژوئیهٔ ۱۹۱۴ – ۲۵ ژوئیهٔ ۱۹۹۶) بازیگر اهل سوئیس بود. 
از فیلم‌هایی که وی در آن نقش داشته است، می‌توان به آزمایش‌های شهوانی فرانکنشتاین، اقامتگاه جاسوسان، انتقام زورو، دراکولا، زندانی فرانکنشتاین، آن سوی آینه، کنتس منحرف، شیطان از آکاساوا آمد، ترن، تازه چه خبر پوسی‌کت؟، آلفاویل، خشخاش هم گلی است، روز شغال، عشق و مرگ، بوب قمارباز، لورنا جن‌گیر، باکره‌ای میان مردگان زنده، زنان زندانی بند ۹، قاضی خونخوار، دکتر زد شیطان‌صفت، او با شور و هیجان کشت، مکان قرار ملاقات، دریاچه زامبی‌ها و بی‌چهره اشاره کرد.